# Vastag Csaba
Vastag Csaba (Budapest, 1982. február 11. –) Fonogram-díjas magyar énekes. A Popdaráló és az X-Faktor című műsorok révén vált országosan ismertté, de már előtte is tevékenykedett színházi darabokban, musicalekben. Az X-Faktor első évadának győztese. Testvére Vastag Tamás szintén magyar énekes, hasonlóképp az X-Faktor első szériájának egyik versenyzője volt.

## Élete
Budapesten született, de családjával Veszprémben élt. Édesapja dr. Vastag Sándor (1953–) vegyész, édesanyja Vastagné Szemán Márta (1957–) tanítónő. Két öccse van, Balázs (1983–) és Tamás (1991–).
Már gyermekként az iskolában versmondó versenyeket nyert kisebb beszédhibája, vagyis hadarása ellenére is. Hét évet a Veszprémi Petőfi Színházban töltött, ahová táncosként került be. Tizenegy éves korában már akrobatikus rock and rollt táncolt, később pedig rock zenekarok énekese lett. Több európai országban megfordult különböző turnék alkalmával. 2000-ben érettségizett a veszprémi Ipari Szakközépiskola és Gimnáziumban. Majd a veszprémi Pannon Egyetemen diplomázott.
Kezdetben az énektanulás ellen volt, 7–8 éves korában járt pár trombita órára is, de szerinte a legőszintébb éneklés az egyénből fakad. Ezek ellenére a hangját szakember képezte, hiszen Kővári Judit tanított neki hangképzést.
A 2008-as év magyar Zenész TOP 100-ban a negyedik helyezést érte el. Ő volt 2008 legnépszerűbb musicalénekese.

## Pályafutása

### 2001–2010ː Korai karrier és X-Faktor
2001 júniusában bemutatták a Hair című musicalt, amelyben ő volt Aquarius megtestesítője. A darab főszereplője Mészáros Árpád Zsolt volt, akivel Vastag akkor barátságot kötött. E barátság révén ismerkedett meg a musical világával. Számos rendezvényen léptek fel együtt. Állandó fellépő lett a "MÁZS-világ" majd a "MÁZSképp énekelek" koncertsorozatokban. Szerepelt a Barátok köztben is, ahol Ökrös Jenőt alakította.
Közel két évig volt oszlopos tagja a RapSzínHáz társulatának, amellyel 2006 júniusában bemutatták a Rap City című drogprevenciós darabot, melynek egyik főszereplője volt. A TV2-n futott Popdaráló című műsor egyik vokalistája volt. Réthy Zsazsával közösen énekelt a The Black Eyed Peas-szel. A feladatra a Hooligans választotta ki őket.
2010-ben öccsével, Tamással indult az X-Faktor tehetségkutató műsorban. 2010. december 4-én testvérével kellett párbajoznia a továbbjutásért. A végső döntést ifj. Malek Miklós hozta meg, végül testvérének kellett elhagynia a versenyt. Egy héttel később Janicsák Vecával kellett megküzdenie a bent maradásért. A nézők döntése alapján Vastag folytathatta a versenyt. A műsor fináléjában 2010. december 19-én Takács Nikolasszal szemben ő nyerte meg az első szériát. Mentora Nagy Feró volt.

### 2010–2012: Gyere velem! album
Vastag Csaba az X-Faktor után szerződést kapott a Magneoton lemezkiadótól. A legelső kislemeze április végén jelent meg Már tudom címmel. A dalhoz nem sokkal később kiadta első saját videóklipjét is. Egyre több koncertre hívták vendégelőadóként, de voltak saját koncertjei is. Nagylemezének felvételei nyár végén kezdődtek el, majd november közepén megjelent első stúdióalbuma. Vastag visszatért az X-Faktor színpadára vendégelőadóként és előadta a Szállj című dalát. Majd visszatért ugyanebben az évadban a döntőbe ahol előadta az Őrizd az álmod című dalt, amit öccsével énekelt el. Csabának még ebben az évben sikerült megalapítania Conecto néven ismert zenekart. 
2012 őszén már saját zenekarával egy országszerte terjedő turnéba kezdett. A turné neve "Gyere velem" volt.

### Őrizd az álmod
Testvérével Vastag Tamással ketten közösen írtak egy dalt, Őrizd az álmod címmel, amihez klipet is készítettek. Ez 2012 augusztusában jelent meg. A dalnak nagy sikere lett, több díjat is megnyert, köztük Magyarország legjobb dalának választották.

### 2012–2014: Gyere velem turné, Conecto album, A mi utunk turné és további színházi szerepek
Az Conecto album gyökerei már 2012-ben elindultak. Vastag egy interjúban nyár végén jelentette be a Viva zenecsatornának, hogy egy új lemezre készül. A nagyobb munkálatoknak ősszel kezdett neki. Még ebben az évben egy nagy sikerű dala is megjelent Ugye érzed címmel, amihez később videóklip is készült. A dalt a 2012-es X-Faktor hatodik adásában mutatta be extra produkcióként. Később a ValóVilág 5 fináléjában is fellépett a Szerelem vándora című dalának premierje keretében. A dal Vastag Csaba eddigi szóló számai közül az egyik legsikeresebb lett. 2012 novemberében megjelent róla egy koncert DVD, amit az RTL Klub mutatott be Egy este Vastag Csabával címmel. A koncertfilm az előző nagylemezére vonatkozó turné egyik állomását mutatta be.
Vastag 2013 elején szüneteltette a lemez munkálatait a Szombat esti láz miatt. A versenyt később meg is nyerte táncpartnerével Mármarosi Tündével. Novemberben elkészült második stúdióalbuma Conecto címen, ami már a megjelenése előtt, az előrendelések alapján aranylemez lett. Az X-Faktor színpadán egy dalt el is énekelt lemezéről; ez a Megküzdök érted című dal volt. A dal napokkal a premierje után már a rádiókban is hallhatóvá vált. Az album december 2-án jelent meg hivatalosan, pár napra rá egy közönségtalálkozót is rendezett Vastag. Pár héten belül az album a platinaminősítést is elérte. A Conecto több hétig vezette a MAHASZ Top 40 album-, DVD és válogatáslemez listáját. 
2014-ben Vastag három lemezbemutató koncertet adott. A koncertek előtt egy klipet is megjelentetett a Megküzdök érted című dalához. Később megjelent egy újabb nagy sikerű klip, az Őrült éjjel című számhoz.
Csabát többször láthattuk szerepelni az Éjjel-nappal Budapest című reality-szerű napi sorozatban, emellett több tv műsorba is felkérést kapott. Vastag a Bravo Otto díjátadón is fellépett az X-Faktor eddigi három győztese mellett. Elkezdődött turnéja, ami a Conecto, a mi utunk címet kapta. A dallista hasonló volt a lemezbemutatók dallistájához. Az egyik meghatározó koncertje március 1-én volt a Budapesti SYMA csarnokban, amit fel is vett és november elején DVD formában meg is jelentetett. 2014-ben újra visszatért az X-Faktorba sztárfellépőként, ahol a műsor fináléjában a Kell, hogy mindig ölelj című dalát adta elő, amihez korábban egyébként klip is készült. Ebben az évben is a szokásához híven meg rendezte az év végi közönség találkozóját, ami a tavalyihoz hasonlóan zajlott.

### 2015–: Új lemez
Csaba január elején visszatért a Barátok közt című műsorba. Emellett elkezdett dolgozni új lemezén és külföldi tervekbe is belekezdett. Az új kislemezen öt vadonatúj dal lesz hallható, ami angol és magyar változatban is egyaránt hallható lesz.
2016-ban a Star Academy egyik zsűritagja volt. 2017-ben szerepelt A nagy duett című műsorban. Partnere Ábrahám Edit volt. 2018-ban a Csak show és más semmi! című vetélkedő egyik versenyzője volt, amely versenyt december 14-én megnyert.

## Elismerések
- Bravo Otto díj – Az év férfi előadója (2011, 2014[8])
- Transilvanian Music Awards – magyarországi előadók "Év férfi hangja" (2012)
- Transilvanian Music Awards – az év legjobb magyar videóklipje (Őrizd az álmod c. dal) (2012)
- Fonogram díj – év dala (Őrizd az álmod c. dal) (2012)
- Ballantine's – Fonogram Különdíj – az év énekese (2012)
- Ballantine's – Fonogram Különdíj – az év énekese (2013)
- Szenes Iván-díj (2015)

## Diszkográfia

### Szólólemezek
| Év   | Album                                        | Legmagasabb helyezés                   | Minősítés      |
| Év   | Album                                        | MAHASZ Top 40 album- és válogatáslemez | Minősítés      |
| ---- | -------------------------------------------- | -------------------------------------- | -------------- |
| 2010 | Az első X - Megjelenés: 2010. december 18.   | 1                                      | - Platinalemez |
| 2011 | A második X - Megjelenés: 2011. november 14. | 3                                      | - Aranylemez   |
| 2013 | Conecto - Megjelenés: 2013. december 2.      | 1                                      | - Platinalemez |
| 2016 | Optimum - Megjelenés: 2016. február 11.      | -                                      |                |

### Videóklipek
- 2011 – Már tudom
- 2012 – Őrizd az álmod feat. Vastag Tamás
- 2013 – Szerelem vándora
- 2016 – Egy szabad országért
- 2018 – Palimadár feat. Burai Krisztián
- 2018 – Szó nélkül
- 2018 – Bátorság
- 2019 – My World Now[9]
- 2020 – Bárhogy kérném
- 2020 – Add tovább feat. Csondor Kata, Kökény Attila
- 2020 – Ugyanúgy szép
- 2021 – Háttal áll a lelked
- 2021 – Táncolj még feat. Wolf Kati
- 2022 – Újra átélném feat. Sterbinszky, DR BRS
- 2022 – Tilos csillagon
- 2022 – Köszönöm
- 2023 – Magyar Fohász 2023 feat. Keresztes Ildikó, Varga Miklós
- 2023 – Hétvége
- 2023 – Bűnös
- 2023 – Szótlan

### Turnék
- Gyere velem! (2012)
- Conecto: A mi utunk! (2014)
- Hooligans&VastagCsaba 10/10 (2015)
- Neon turné (2018)

### Slágerlistás dalok
| Év                  | Dal                  | Legmagasabb helyezés | Legmagasabb helyezés | Legmagasabb helyezés   | Legmagasabb helyezés | Legmagasabb helyezés | Legmagasabb helyezés         | Legmagasabb helyezés | Album   |
| Év                  | Dal                  | VIVA Chart           | Class 40             | MAHASZ Editors' Choice | MAHASZ Rádiós Top 40 | Magyar Rádiós Top 40 | MAHASZ Single (track) Top 10 | Stream Top 10        | Album   |
| ------------------- | -------------------- | -------------------- | -------------------- | ---------------------- | -------------------- | -------------------- | ---------------------------- | -------------------- | ------- |
| 2011                | Már tudom            | 5                    |                      | 27                     |                      |                      |                              |                      |         |
| 2012                | Őrizd az álmod       |                      |                      | 36                     | 31                   |                      |                              |                      | Conecto |
| 2013                | Szerelem vándora     |                      |                      |                        | 39                   |                      |                              |                      | Conecto |
| 2013                | Ugye érzed?          |                      | 12                   |                        | 31                   |                      |                              |                      | Conecto |
| 2014                | Megküzdök érted      |                      |                      |                        |                      |                      |                              | 5                    | Conecto |
| 2014                | Őrült éjjel          |                      |                      | 17                     | 6                    |                      |                              | 7                    | Conecto |
| 2015                | Legyél a másé        |                      |                      | 15                     | 9                    |                      | 25                           |                      |         |
| 2016                | Egy szabad országért |                      |                      |                        | 27                   |                      |                              |                      |         |
| 2020                | Bárhogy kérném       |                      |                      |                        | 25                   | 31                   |                              |                      |         |
|                     |                      | Összesítés           |                      |                        |                      |                      |                              |                      |         |
| 1. helyezett számok |                      |                      |                      |                        |                      |                      |                              |                      |         |
| Top 10-be bekerült  | Top 10-be bekerült   | 1                    |                      |                        | 2                    |                      |                              | 2                    |         |
| Top 40-be bekerült  | Top 40-be bekerült   | 1                    | 1                    | 4                      | 7                    | 1                    | 1                            | 2                    |         |

## Színházi szerep
A Színházi adattárban regisztrált bemutatóinak száma: 1.
| Darab                                     | Szerep     | Színház                  | Bemutató          | Forrás |
| ----------------------------------------- | ---------- | ------------------------ | ----------------- | ------ |
| Koldusopera                               | Koldus     | Veszprémi Petőfi Színház | 1998. október 2.  | [ 11 ] |
| József és a színes szélesvásznú álomkabát | Fáraó      | Madách Színház           | 2008. május 30.   | [ 12 ] |
| Grease                                    | Danny Zuko | Bánfalvy Stúdió          | 2015. október 16. | [ 13 ] |

## Tévéműsorai
- 2006 – Popdaráló – énekes (TV2)
- 2010 – X-Faktor (RTL Klub)
- 2011 – Fókusz portré (RTL Klub)
- 2012 – Egy este Vastag Csabával (RTL II)
- 2012 – DTK – D. Tóth Kriszta Show – vendég (Magyar Televízió)
- 2012–2019 – Magyarország, szeretlek! – versenyző, énekes (Magyar Televízió)/(Duna Televízió)
- 2013 – Szombat esti láz (RTL II)
- 2013 – Péntektől péntekig (RTL II)
- 2013 – Legenda – R-GO – énekes (Magyar Televízió)
- 2013 – Szálka, avagy Bagi és Nacsa megakad a torkán – vendég (Magyar Televízió)
- 2013–2015 – Ridikül – vendég (Magyar Televízió)
- 2014 – Életművész – Vastag Csaba (Magyar Televízió)
- 2015 – Beatünnep (RTL Klub)
- 2015 – Fábry – szilveszteri sztárvendég (Duna Televízió)
- 2016 – Star Academy – zsűritag (TV2)
- 2017 – A Dal – vendégelőadó (Duna Televízió)
- 2017 – A nagy duett – versenyző (TV2)
- 2017 – Extrém Activity – versenyző (TV2)
- 2017 – 50 milliós játszma – versenyző (TV2)
- 2017 – BUMM! – versenyző (TV2)
- 2017 – Pénzt vagy éveket! – versenyző (TV2)
- 2018 – Csak show és más semmi! – versenyző (TV2)
- 2019 – Hello Hollywood! – műsorvezető (LifeTV)
- 2019 – Szabadságkoncert – fellépő (Duna Televízió)
- 2019 – Nyugi! Köztünk marad... – szereplő (LifeTV)
- 2019 – Varázslatos Life Karácsony – szereplő (LifeTV)
- 2020 – Neked énekelek – fellépő (TV2)
- 2020 – Sztárban sztár – versenyző (TV2)
- 2020 – Bréking – vendég (LifeTV)
- 2020 – Dancing with the Stars – fellépő (TV2)
- 2021 – A Dal – vendégelőadó (Duna Televízió)
- 2021 – Dancing with the Stars – fellépő (TV2)
- 2021 – Életünk története – vendég (RTL Klub)
- 2021 – Sorok között Lutter Imrével – vendég (ATV)
- 2022 – Neked énekelek – fellépő (TV2)
- 2022 – Sztárban sztár leszek! – vendégelőadó (TV2)
- 2022–2025 – Csináljuk a fesztivált! – versenyző (Duna Televízió)
- 2023 – Petőfi Zenei Díj – Adamis Anna-gála – fellépő (Duna Televízió)
- 2023 – Ütős ötös – versenyző (TV2)
- 2023 – Nyerő Páros – versenyző (RTL)
- 2023 – Adom a napom (Viasat 3)
- 2023 – Sztárban sztár leszek! – vendégelőadó (TV2)
- 2024 – Mutasd a hangod! – vendégelőadó (TV2)
- 2024 – Megasztár – Pavel Stanchev tanácsadója
- 2025 – Ázsia Expressz (TV2)

## Filmek
- Barátok közt (2005, 2015)
- Oltári csajok (2017)
- …a szomszéd tehene (2024)

## Külső hivatkozások
- Vastag Csaba az X-faktor online-on
- Vastag Csaba interjú